# 2004年至2005年圣安东尼奥马刺赛季
2004–05 圣安东尼奥马刺赛季為马刺加入NBA的第廿九個賽季，在圣安东尼奥的第三十二個賽季，也是隊史第三十八個賽季。